# 山梨県民会館

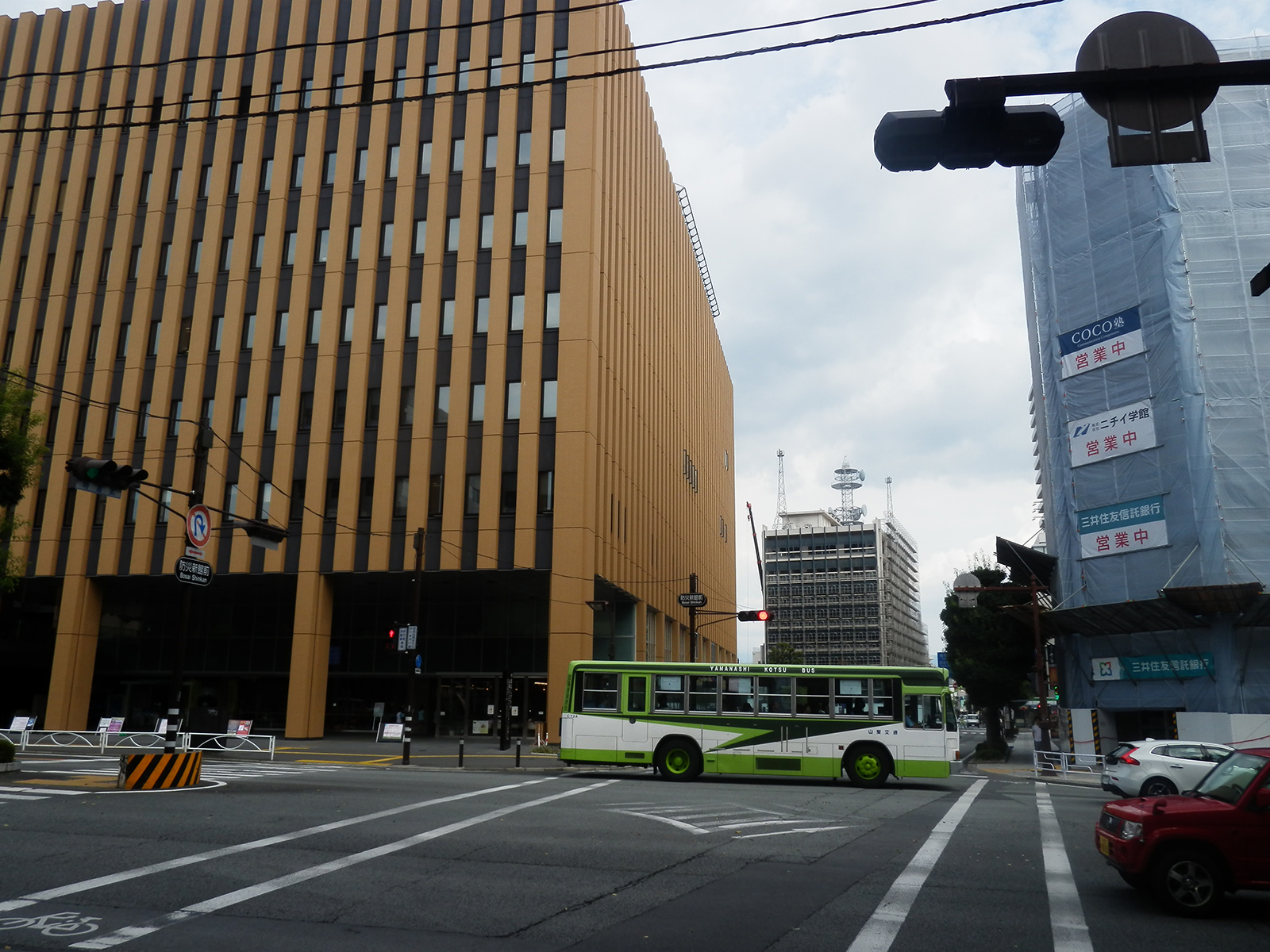
手前に防災新館が建ち、奥で解体工事が行われている旧山梨県民会館

山梨県民会館（やまなしけんみんかいかん）は山梨県甲府市丸の内に存在した山梨県庁に付帯する施設である。

## 概要
県内出身の建築家である内藤多仲の設計により1957年に公会堂棟、1960年に事務棟を竣工した。当初は、1956年完成予定で同時竣工の予定であったが、用地買収や設計の遅れにより公会堂、事務所棟を分けて建設した。事務所棟のみ当初は5階建の建物として計画していた。
竣工当初は多目的ホールのついた公会堂のほかにも事務所棟の地下は展覧会場が設けられ、7階は当時山梨県にあまりなかった結婚式場、最上階にはレストラン「山梨会館」が設けられた。工費は当時の金額で3億5700万円であり、うち1億円は水力発電所の建設にあたり富士川水系の水利権を得た日本軽金属からの寄付で賄われている。当時としては山梨県最高層のビルディングであり、その後建設された山梨県庁舎本館と共に山梨を代表するシンボルとなった。
その後時が経つと周辺に結婚式場や多目的ホールが建つようになり、需要の分散から結婚式場やレストランは閉鎖されオフィスフロアに改装、公会堂も利用の減少や老朽化などを理由に1999年に閉鎖・解体され跡地は県附帯の駐車場になった。1988年に1階に献血ルームが設置されたが、こちらも2012年に南側に建てられたココリ2階に移転という形で閉鎖されている。
事務棟も築50年近く経過しており耐震補強が必要と診断されていることから当初は免震あるいは耐震工事が実施される予定であったが、当建物は県庁舎敷地内から舞鶴通りを隔てた民間の建物が逼迫した場所にあることから免震化工事ができず、また耐震化工事についても施工後の採光などに問題があるため改修を断念、2014年3月31日を最後に展示場が閉鎖され、残った県の部署も2015年2月に改修を終えた山梨県庁舎旧館へ相次いで移転し、同年7月より解体作業が開始された。跡地は県庁舎付帯の駐車場になったが2018年12月1日からは舞鶴城公園の一部になっている。
詳細は山梨県庁舎を参照。

## フロア案内
解体直前時点の構成
| 階  | 山梨県庁                                                              | その他                 |
| --- | --------------------------------------------------------------------- | ---------------------- |
| 8F  | 企画部（統計調査課） 福祉保健部（監査指導室） 農政部（花き農水産課）  | －                     |
| 7F  | 福祉保健部（国保援護課）                                              | 山梨県林業労働センター |
| 6F  | 森林環境部（林業振興課） 土木部（下水道課） 出納局（工事検査課）      | －                     |
| 5F  | 公営企業管理者室 企業局（局長室、次長室、総務課、経営企画課、電気課） | －                     |
| 4F  | 農政部（畜産課）                                                      | －                     |
| 3F  | 土木部（住宅課、建築指導課）                                          | －                     |
| 2F  | －                                                                    | 山梨県環境整備事業団   |
| 1F  | 商工労働部（工業振興課）                                              | －                     |
| B1F | －                                                                    | （閉鎖）               |